# Майкъл Балинт
Майкъл Балинт (на английски: Michael Balint; на унгарски: Bálint Mihály, Михай Балинт) е унгарски психоаналитик и поддръжник на школата на обектните отношения.

## Биография
Роден е на 3 декември 1896 година в Будапеща, Унгария, като Михай Морис Бергман, син на практикуващ лекар. Против волята на баща си сменя името си на Михай Балинт. Той сменя и религията си от юдаизъм на унитарно християнство.
По време на Първата световна война Балинт е на фронта, първо в Русия, след това в Доломитите. Завършва медицинското си образование в Будапеща през 1918 г. По препоръка на бъдещата си съпруга, Алис Секей-Ковач, Балинт чете книгите на Зигмунд Фройд „Три есета за сексуалността“ (Drei Abhandlungen zur Sexualtheorie, 1905) и „Тотем и табу“. Започва също да посещава лекции при Шандор Ференци, който през 1919 става първият университетски професор по психоанализа. Балинт се жени за Алис Секей-Ковач и заедно се преместват в Берлин през 1920 г., където той работи в биохимичната лаборатория на Ото Хайнрих Варбург (1883 – 1970), по-късно носител на Нобелова награда. Жена му работи във фолклорен музей. Там Балинт работи върху доктората си по биохимия и в същото време за Берлинския психоаналитичен институт. Той и съпругата му се обучават на психоанализа.
Балинт дължи известността си преди всичко на организираните от него семинари за обучение на социалните работници и практикуващите лекари. „Балинтовите групи“ включват малък брой участници и работят без предварително установена тема. Всеки може да представи на групата даден „случай“, който го интересува. Ролята на водещия е да доведе членовете на групата до осъзнаването на собствените им нагласи и чувства, а също и на психичните процеси, които повлияват върху отношенията им с пациентите. Теоретичните работи на Балинт са насочени към проблемите на регресията и върху това, което той нарича „първична любов“, много ранна фаза в процеса на междуличностните отношения, върху „фундаменталния дефект“, причинен елемент на психичните разстройства.
Умира на 31 декември 1970 година в Бристъл, Англия, на 74-годишна възраст.